# Ýpato (Béotie)
Ýpato, en grec moderne : Ύπατο, est un village du dème des Thébains, district régional de Béotie, en Grèce-Centrale.
Selon le recensement de 2011, la population du village compte 438 habitants.